# 頭帶絲鰭脂鯉
頭帶絲鰭脂鯉，為輻鰭魚綱脂鯉目脂鯉亞目鱂脂鯉科的其一種，分布於南美洲奧里諾科河及黑河上游流域，體長可達5.1公分，棲息底中層水域，生活習性不明。